# Afrocyclops pauliani
Afrocyclops pauliani là một loài giáp xác nước ngọt đã tuyệt chủng trong họ Cyclopidae. Đây từng là loài đặc hữu của Madagascar. Môi trường sống của chúng là các đầm lầy nước ngọt.